# 広重玲子
広重 玲子（ひろしげ れいこ、1972年1月8日 - ）は、TBSテレビの社員で同局の元アナウンサーである。

## 来歴・人物
岐阜県高山市生まれ。埼玉県立浦和第一女子高等学校、早稲田大学法学部卒業後、大学院法学研究科修士課程修了。大学生時代は法律懇談会に所属して優の成績を修めたほか、「関口宏のサンデーモーニング」とテレビ朝日の「朝イチN天CNN」でキャスターとレポーターを務めた。
1996年4月にTBSアナウンサー31期生として入社。同期のアナウンサーは、木村郁美、小笠原亘、志賀大士。
入社後は『お天気クジラ』『コロンブスのゆで卵』『北野誠の突撃ラジオ』などを担当し、1998年10月から『ランク王国』を9ヶ月間担当したのちに、番組のレポーターやナレーション、ショッピング番組の進行役が増えて「お客さまインターアクセス・プロジェクト」の一員として活動したこともある。
2000年代後半はテレビやラジオのレギュラー出演は少なく、おもにナレーションを務め、ラジオで2 - 5分程度のニュース番組のほかに、TBSラジオで毎月一日に放送される『防災ワンポイントメモ』のタイトルコールを担当し、日曜夜から月曜朝までの宿直を務めた。2007年4月から土曜と日曜夜の『JNNニュース』と土曜夜の『JNNフラッシュニュース』を2年間担当。2008年版『アナウンサー名鑑』では「子供の時になりたかった職業は?」の質問に「おかあさん」と答えた。2009年にラジオ番組『Kakiiin』へ出演時、家族の影響でディープ・パープルやレッド・ツェッペリンなどのハード・ロックを好むと語り、土曜深夜に放送された単発のラジオ番組『スピークスピリッツ』ではハードロックを30分間かけ続けた。ラジオはAMよりもFMを好んで聴取しており、2003年度のアナウンサー名鑑に「眠れないときは『RADIO-X』（NACK5）」と記載された。
2009年7月広報部に異動、2015年11月現在はペイテレビ事業部に在籍。宅地建物取引士資格をもち、珠算2段とフランス語検定3級に合格している。テニスを愛好している。

## 宣伝担当番組

### 過去
- ハッピーエンド
- ネプの超法則!!
- 内村とザワつく夜

## 過去の出演番組

### テレビ
- JNNニュースの森
- JNNニュース 土曜・日曜夜担当
- ジャスト
- ベストタイム
- はぴひる!
- 特選名品館[4][5] - 戸田恵美子産休時
- コロンブスのゆで卵
- お天気クジラ（1997年）[4][5]
- おはようクジラ
- アッコにおまかせ! - 藤井隆のおでかけクッキング進行役
- ランク王国 - 司会を担当。
- 天（10）
- DA!DA!DA!PUMP
- 文舞両道
- 電画なっ!
- CGTV
- デジ屋台 - ナレーションを担当。「祝200回記念!!隠れたキーワードを当てろ!一発逆転!スクエアクイズ女子アナスペシャル」（2006年6月4日）の回で解答者を務めたこともある。
- 明石家さんちゃんねる「広重玲子婿探しプロジェクト ジュリアンを探せ!」（2008年4・5月）
- はなまるマーケット[4][5]
- JNNフラッシュニュース（最終担当は火曜日）

### ラジオ
- こども音楽コンクール（1996年）[4][5]
- 北野誠の突撃ラジオ[4][5]
- 土曜ニュースプラザ[6]（1998年10月 - 1999年3月）
- ムッシュかまやつの青春交差点[4][5] － MBSラジオ（近畿広域圏）にもネットしていた。
- おとなの時間割「弁護士・丸山和也の正義のミカタ!」 （2005年10月 - 2006年3月）
- Science Xitalk - 有村美香アナウンサーが産休時の進行役
- たけくまラジオ （2006年10月3日 - 2006年12月13日）
- ずんずん落語 アシスタント（『あべこうじのポッドキャスト番長』の箱番組。2007年1月10日 - 2007年3月28日）
- TBSニュース
- 赤江珠緒 たまむすび （2015年11月2日 - 2018年6月4日） (TBSチャンネルの宣伝コーナー「そんなとき、TBSチャンネルがあるよ!」に月1回出演)[7]

## 学生時代の出演番組
- 関口宏のサンデーモーニング
- 朝イチN天CNN（テレビ朝日）

## ビブリオグラフィ

### 雑誌連載
- テレパル（1998年 - 1999年）